# Leonardo Fioravanti (surf)
Pour les articles homonymes, voir Fioravanti et Leonardo Fioravanti.
Leonardo Fioravanti est un surfeur professionnel italien né le 8 décembre 1997 à Rome, en Italie. Il se qualifie pour la première fois pour le Championship Tour en 2017, devenant ainsi le premier italien à participer au circuit d'élite du championnat du monde de surf.

## Biographie

### Carrière
Leonard Fioravanti est né à Rome mais surfe sa première vague à 6 ans à Anglet, sur la côte basque française. En 2013 alors qu'il n'a que 15 ans, il est invité à participer en tant que wild card au Quiksilver Pro France, étape du circuit d'élite du championnat du monde de surf. La même année, il est sacré champion d'Europe junior. En 2014, il intègre le circuit Qualifying Series à plein temps et se classe 28e, remportant même le Pantín Classic Galicia Pro et finissant deuxième du Sooruz Lacanau Pro. En 2015, il chute lors du Volcom Pipe Pro à Banzai Pipeline, à Hawaï, et se fracture deux vertèbres, le rendant ainsi indisponible pour toute la première partie de saison.
Sa saison 2016 commence avec deux deuxièmes places en Australie au Maitland & Port Stephens Toyota Pro et à l'Australian Open of Surfing. Grâce à ses bons résultats sur le calendrier QS, Fioravanti est invité à participer au troisième événement du CT, le Drug Aware Margaret River Pro à Margaret River. Il réalise l'exploit de parvenir jusqu'en quarts de finale en éliminant notamment Kelly Slater au second tour puis Adriano de Souza, champion du monde en titre et vainqueur de l'édition 2015, au troisième tour. La WSL l'invite ensuite à nouveau au Oi Rio Pro à Rio de Janeiro et au Quiksilver Pro France à Hossegor où il parvient à se qualifier jusqu'au troisième tour. En parallèle, il continue sa série de bons résultats sur le calendrier QS avec notamment deux podiums à l'Ichinomiya Chiba Open à Ichinomiya puis à l'Azores Airlines Pro aux Açores. Il termine finalement la saison à la 6e place au classement QS et se qualifie pour le circuit d'élite.

### Vie privée
Son beau-père est Stephen Bell, manager du Team Quiksilver sur le CT et le gérant de l'entreprise Euroglass. Il réside à Hossegor, dans les Landes.

## Palmarès et résultats

### Saison par saison
- 2013 :
  - Champion d'Europe junior

- 2014 :
  - 2e du Sooruz Lacanau Pro à Lacanau (France)[3]
  - 1er du Pantín Classic Galicia Pro à Valdoviño (Espagne)[4]

- 2016 :
  - 2e du Maitland & Port Stephens Toyota Pro à Newcastle (Australie)
  - 2e du Australian Open of Surfing à Sydney (Australie)
  - 2e du Ichinomiya Chiba Open à Ichinomiya (Japon)
  - 3e du Azores Airlines Pro à São Miguel (Açores)

### Classements
| Année             | 2014 | 2015 | 2016 |
| ----------------- | ---- | ---- | ---- |
| Qualifying Series | 28e  | 135e | 6e   |